# Thecla spinosae
Thecla spinosae är en fjärilsart som beskrevs av Gerhard 1853. Thecla spinosae ingår i släktet Thecla och familjen juvelvingar. Inga underarter finns listade i Catalogue of Life.